# كارست هوغستين
كارست هوغستين (1 أكتوبر 1923 - 10 أغسطس 2015)  كان عالم أحياء حيوي أمريكي هولندي المولد، اشتهر لملاحظته نمط ترابط قاعدي جديد في الدنا يسمى ترابط هوغستين ، يتوسط هذا الترابط ترابط واتسون-كريك ويشكل ترابط قواعد 'ثلاثي'، ويستخدم ذرة النيتروجين N7 كمستقبل بدل الذرة N1 الملاحظة في ترابط واتسون-كريك، وهذا يقود إلى نسق ملتوي غير خطي.